# Ivo (prénom)
Ivo est un prénom masculin, utilisé dans diverses langues européennes. Le nom utilisé dans les langues d'Europe occidentale est à l'origine un nom normand enregistré depuis le Haut Moyen Âge, et le nom français Yves en est une variante. Le nom slave du sud sans rapport est une variante du nom Ivan (Jean).

## Étymologie et histoire
Le nom est enregistré dès le Haut Moyen Âge chez les Normands de France et d'Angleterre ( Yves de Chartres, en latin Ivo Carnutensis, né vers 1040). 
Le nom est latinisé en Ivo dans les textes, mais la forme germanique initiale serait Iwo. Il est peut-être basé sur la racine germanique iw- ou iv- qui désigne l'if, par extension l'arc (arme). Il remonte au germanique commun *iwaz devenu iwa en vieux haut allemand,. On a aussi proposé une origine celtique comme les noms de personne gaulois Ivo (Iuo), Ivorix et Ivomagus qui remontent également au nom de l'if en gaulois : iuos ou īuos. Le nom a peut-être été diffusé par le culte de Saint Ivo (mort en 1303), saint patron de la Bretagne.
L'anthroponyme Yvo est attesté à la fin du VIIIe siècle comme nom d'un évêque de Marseille. Il est attesté comme élément de noms de lieux d'origines scandinaves créés vers le Xe siècle dans la toponymie normande, sans doute pour traduire le vieux norrois Ívarr (Yvetot, Yvetot-Bocage, Yvecrique, Ismesnil, anciennement Yvemesnil XIIe siècle). 

## Variantes
Ivo a le génitif « Ives » dans le nom de lieu St Ives. En France, la variante habituelle du nom est Yves. Dans les pays hispaniques d'Amérique latine, le nom s'écrit couramment Evo, mais Ivo reste l'orthographe la plus courante.
Les équivalents féminins du nom incluent Iva, Eva et Yvette, entre autres.

## Personnes
- Pour l'ensemble des articles sur les personnes portant ce prénom, consulter :
  - la liste des articles dont le titre commence par ce prénom
  - les listes produites par Wikidata : Liste des personnes de prénom « Ivo » — même liste en incluant les éventuels prénoms composés qui contiennent « Ivo ».

### Moyen-Âge
- Saint Ivo de Chartres (années 1040-1115), évêque et confesseur français
- Saint Ivo de Kermartin (1253-1303), défenseur breton des pauvres
- Saint Ivo de Ramsey, évêque de Cornouailles
- Ivo Taillebois (mort 1094), Huscarl de Guillaume le Conquérant
- Ivo de Grandmesnil (mort en 1102), croisé anglais
- Ivo de Vesci, noble normand du XIe siècle, seigneur d'Alnwick
- Ivo (doyen de Wells), le premier doyen de Wells entre 1140 et 1164

### Contemporaine
- Ivo Andrić (1892-1975), écrivain serbo-croate et prix Nobel
- Ivo Andrić-Lužanski (né en 1956), homme politique croate de Bosnie-Herzégovine
- Ivo Basay (né en 1966), footballeur chilien
- Ivo Belet (né en 1959), homme politique belge
- Ivo Bligh, 8e comte de Darnley (1859-1927), joueur de cricket anglais
- Ivo Caprino (1920-2001), cinéaste norvégien
- Ivo Daalder (né en 1960), diplomate américain
- Ivo Daneu (né en 1937), basketteur et entraîneur slovène
- Ivo Eensalu (né en 1949), acteur et metteur en scène estonien
- Ivo Fabijan (1950-2006), musicien, chanteur, compositeur et producteur croate
- Ivo Garrani (1924-2015), acteur italien
- Ivo Goldstein (né en 1958), historien croate
- Ivo Graham (né en 1990), comédien britannique
- Ivo Gregurević (1952-2019), acteur croate
- Ivo Iličević (né en 1986), footballeur croate
- Ivo Josipović (né en 1957), homme politique croate et président de la Croatie de 2010 à 2015
- Ivo Karlović (né en 1979), joueur de tennis croate
- Ivo Kuusk (né en 1937), chanteur d'opéra estonien
- Ivo Linna (né en 1949), chanteur estonien
- Ivo Livi (1921-1991), acteur et chanteur français d'origine italienne
- Ivo Lola Ribar (1916-1943), homme politique et chef militaire croate
- Ivo Lorscheiter (1927-2007), évêque brésilien
- Ivo Malec (1925-2019), compositeur et chef d'orchestre croate
- Ivo Michiels (1923-2012), écrivain belge
- Ivo Minář (né en 1984), joueur de tennis tchèque
- Ivo Niehe (né en 1946), présentateur de télévision et producteur néerlandais
- Ivo Opstelten (né en 1944), homme politique néerlandais
- Ivo Papazov (né en 1952), clarinettiste bulgare
- Ivo Indzhev (né en 1955), journaliste et écrivain bulgare
- Ivo Pauwels (né en 1950), auteur flamand
- Ivo Perilli (1902-1994), scénariste italien
- Ivo Peters (1915-1989), photographe britannique
- Ivo Petrić (1931-2018), compositeur slovène
- Ivo Pinto (né en 1990), footballeur portugais
- Ivo Pitanguy (1926-2016), chirurgien plasticien brésilien
- Ivo Pogorelić (né en 1958), pianiste croate
- Ivo Ringe (né en 1951), peintre allemand
- Ivo Robić (1923-2000), chanteur et compositeur croate
- Ivo Rodrigues (footballeur) (né en 1995), footballeur portugais
- Ivo Rodrigues (coureur) (né en 1960), marathonien brésilien
- Ivo Ron (né en 1967), footballeur équatorien
- Ivo Samkalden (1912-1995), homme politique néerlandais
- Ivo Sanader (né en 1953), homme politique croate
- Ivo Snijders (né en 1980), rameur néerlandais
- Ivo Stourton (né en 1982), auteur anglais
- Ivo Strejček (né en 1962), homme politique tchèque
- Ivo Tijardović (1895-1976), compositeur croate
- Ivo Trumbić (né en 1935), joueur et entraîneur croate de water-polo
- Ivo Ulich (né en 1974), footballeur tchèque
- Ivo Uukkivi (né en 1965), acteur estonien
- Ivo Vajgl (né en 1943), homme politique slovène
- Ivo Van Damme (1954-1976), athlète belge
- Ivo van Hove (né en 1958), metteur en scène de théâtre belge
- Ivo Viktor (né en 1942), gardien de football tchèque
- Ivo Vojnović (1857-1929), écrivain croate et serbe
- Ivo Watts-Russell (né en 1954), musicien et producteur anglais, fondateur du label 4AD
- Ivo Widlak (né en 1978), journaliste polonais

## Personnages
- Docteur Ivo Robotnik, également connu sous le pseudonyme de Docteur Eggman, le principal antagoniste de la série de jeux vidéo Sonic the Hedgehog
- Professeur Ivo, un méchant scientifique de DC Comics et adversaire de la Justice League of America
- Ivo Shandor, le concepteur excentrique du bâtiment où les Ghostbusters affrontent Gozer et ses sbires
- Ivo Salvini, personnage principal du dernier film de Federico Fellini La Voix de la Lune, interprété par Roberto Benigni
- Ivo Sharktooth, soldat Jäger dans le webcomic fantastique de Phil et Kaja Foglio, Girl Genius
- Ivo Andonov, un antagoniste de la série Pod Prikritie

- Tous les articles commençant par « Ivo (prénom) »